# Un pedigree
Un pedigree (Un pedigree, 2005) è il titolo del romanzo autobiografico pubblicato dallo scrittore francese Patrick Modiano.

## Trama
Patrick Modiano cerca di risalire il corso della sua vita fino agli avvenimenti accaduti prima della maggiore età, con attenzione anche a definire, per quanto possibile oggettivamente, la vita dei genitori, i loro percorsi, le loro amicizie. Il tono è quello della documentazione d'archivio, asettico e le modalità di presentazione del passato sono analitiche fino alla minuzia, non ci sono connotazioni emotive né giudizi sulle persone. I fatti però parlano da soli e mettono in evidenza quello che Modiano tace dal punto di vista emotivo.
Gli anni dell'infanzia e della giovinezza dell'autore saranno contrassegnati da una particolare durezza nei rapporti famigliari, specialmente con la madre: con estrema naturalezza trascorrerà questi anni passando da una parte all'altra, tra affidamenti a persone di fiducia, a lui sconosciute, e collegi scolastici dai quali cercherà di divincolarsi. La particolarità che più caratterizza “Un pedigree” è che l'autore scrive in maniera fredda, quasi distaccata, come se non fosse coinvolto emotivamente in quelle frasi che, in realtà, descrivono le sue esperienze di vita giovanile in forma distillata:
“Scrivo queste pagine come si redige un verbale o un curriculum vitae, a titolo documentario e certo per farla finita con una vita che non è la mia. Non si tratta che di una semplice pellicola di fatti e gesti. […]
Gli avvenimenti che evocherò fino ai miei ventun anni li ho vissuti in trasparenza – quel procedimento che consiste nel far sfilare i paesaggi in secondo piano, mentre gli attori restano immobili sul set.”
L'essenzialità di cui è impregnato l'intero scritto è accompagnata, infatti, passo per passo, dalla completa assenza di ogni allusione agli stati d'animo che gli avvenimenti avevano dovuto necessariamente produrre. Modiano rimane indecifrabile, apparentemente indifferente, fedelmente attaccato a quella “trasparenza” da lui stesso interpellata in riferimento ai suoi primi ventun anni di vita: non si può sapere quali siano, in realtà – come fondamentalmente ci si aspetterebbe – le emozioni di questo ragazzo che, ormai adulto, pone sulla soglia del ricordo quei determinati momenti carichi di dolore. Semplicemente il risultato di questa operazione si presenta a noi come un elenco di situazioni ed eventi in cui l'emotività si trova bandita.
Ancora di più, colpisce l'impressione di superamento dell'odio e del dolore, un tempo provato da Modiano, che restituisce il resoconto di una crudeltà vissuta sulla propria pelle attraverso una superiorità matura che probabilmente non ci si aspetterebbe. I ricordi sembrano rappresentare ormai un'eco lontana per la quale non è giustificata una perdizione della propria persona nel nome del rancore; l'autore, infatti, si pone un passo avanti e, dopo avere metabolizzato quegli anni della sua vita, riesce a trasformare il sentimento in estraneazione, in allontanamento – non inteso come fuga ma come presa di coscienza e superamento – dal proprio passato.
“A volte, come un cane senza pedigree, e che è stato abbandonato un po' troppo a se stesso, provo la tentazione di scrivere nero su bianco e in dettaglio quello che mi ha fatto subire, per colpa della sua durezza e incoerenza. Taccio. E la perdono. Tutto è ormai così lontano…”
Ad accentuare in lui il senso di estraneità dalla propria famiglia, la morte del fratello Rudy nel 1957, l'unica cosa riportata nel libro, a detta dell'autore stesso, che lo abbia toccato nel profondo. Romanzo che si presenta, dunque, come una sorta di resoconto, selezione di avvenimenti che sembrano riaffiorare nella mente dell'autore-protagonista intento a compilare il proprio pedigree, appunto, alla ricerca dei momenti se non importanti, essenziali di quel periodo della sua vita.

## Personaggi
- Alberto Modiano

Padre di Patrick, Alberto Modiano, chiamato Aldo, è sicuramente una figura carica di mistero fin dalle prime pagine dell'opera. Ebreo di origini toscane, è un uomo che ha sempre vissuto di espedienti e che, come scrive lo stesso Patrick, “durante l'adolescenza e la giovinezza è abbandonato a se stesso”. Ha passato la sua vita ad organizzare affari tra Parigi, il Venezuela, Londra e altre località senza mai avere un luogo d'appoggio fisso, ma affidandosi a camere d'albergo e a stanze in case di amici; affari anch'essi avvolti nel mistero date le così tante false identità attribuite ad Aldo, probabilmente coinvolto nel mercato del contrabbando a livelli elevati. Nei rapporti con i figli sembra essere su un piano comportamentale vagamente migliore, rispetto alla moglie: si dimostrerà più presente – seppur presente significhi una sola passeggiata alla domenica il più delle volte – e rimarrà nella vita di Patrick fino alla definitiva rottura risalente al 1966. Rappresenta l'uomo indaffarato, sporco di affari e di giri troppo strani, di quelli che non accettano domande troppo precise: forse sarà questo, o la sua infanzia poco diversa da quella che riserverà a suo figlio, a portarlo ad essere un genitore a metà, se così si può definire: è come se in Alberto ci fosse lo spirito del genitore e in qualche modo rimanesse bloccato, sepolto sotto i meccanismi della vita – nel suo lato più arido e pragmatico – che ha dovuto apprendere troppo piccolo (perde il padre a soli quattro anni); non riesce a riscattarsi e interpreta il ruolo di genitore come un dovere da svolgere, basti pensare alle svariate lettere indirizzate a Patrick in cui specifica la responsabilità nei suoi confronti – per quanto riguarda il suo percorso di studi, ad esempio – in quanto minorenne e i conseguenti inviti a comportarsi in modo adeguato all'interno del collegio. Lo stesso punto di rottura nei rapporti con il figlio è rappresentato da un dissenso nella gestione – forse è il termine più adeguato – degli ultimi anni della giovinezza di Patrick: la sua volontà di indirizzarlo verso la caserma militare di Reully, sicuramente interpretabile come un tentativo di “liberarsi” dell'impegno che un figlio impone (così come aveva già fatto precedentemente indirizzandolo nei vari collegi scolastici), rappresenta anche il gesto di un padre che si attiene ad un programma standardizzato, alla Regola del genitore (con la “r” maiuscola e la “g” minuscola) di occuparsi fino alla maggiore età del proprio figlio: non sa andare oltre quel gesto perché è l'unico – forse nemmeno quello – che ha sempre ricevuto, non sa muoversi al di là di ciò che potrebbe leggere da un libretto delle istruzioni e non riesce a farsi coinvolgere sentimentalmente, probabilmente vorrebbe ma non ne è in grado: ecco perché quando Patrick, all'età di sedici anni, si troverà in balia di se stesso a Londra, si limiterà ad augurargli buona fortuna per telefono con voce indifferente.
- Louisa Colpijn

Madre di Patrick, Louisa Colpijn, non compare mai nel romanzo con il proprio nome e questo probabilmente è volutamente architettato dall'autore per dare il senso del suo rapporto con la madre. Di origine fiamminga, fin dalla sua adolescenza si interessa al mondo del teatro frequentando corsi serali di recitazione e poco più tardi parteciperà alle sue prime esperienze in campo artistico. Sarà proprio questo suo tipo di lavoro, oltre alla sua personalità ovviamente, ad allontanare la sua persona, fisicamente parlando, dai propri figli: nel romanzo è un personaggio che appare e scompare come una lampadina ad intermittenza; bastano poche pagine per capire, al di là dei giudizi impliciti ed espliciti dell'autore, che non si può considerare una madre presente nella vita dei suoi figli: il più delle volte l'autore sostiene di non sapere neanche dove si trovi. A differenza di Alberto, infatti, non avrà rapporti ricorrenti con Patrick e Rudy (la passeggiata domenicale sopra citata, ad esempio): saranno, piuttosto, i due, accompagnati dal padre o da qualche accompagnatore del momento, a raggiungerla dietro le quinte delle sue pièces teatrali o ad assistere alle sue rappresentazioni. I giudizi dell'autore nei confronti di sua madre sono parecchio duri seppur espressi senza astio né remore, si limitano a descrivere i comportamenti della donna e le riflessioni personali al riguardo con la freddezza chirurgica di colui che sembra quasi non essere coinvolto da ciò che scrive:
“Era una ragazza graziosa dal cuore duro. Il fidanzato le aveva regalato un chow-chow ma lei non se ne occupava e lo affidava sempre ad altri, come più tardi farà con me. Il chow-chow si è suicidato gettandosi dalla finestra. Quel cane compare in due o tre fotografie e devo ammettere che mi commuove profondamente e che lo sento molto vicino.”
Viene sempre descritta mentre parla con nuove persone, mentre si intrattiene con amici in qualche stanza del loro appartamento o mentre si trova impegnata in qualche nuova rappresentazione teatrale, per il resto non appare all'interno del romanzo, se non nell'ultima parte quando Alberto si è risposato e ha, infine, deciso di separare l'appartamento di quai de Conti: sarà in questo momento che Patrick – si potrebbe dire per la prima volta – passerà un tempo abbastanza prolungato insieme alla madre. Tale periodo sarà decisamente disastrato: ristrettezze economiche, assenza di lavoro per Louisa, presa di posizione di Patrick nei confronti del padre che continua a pretendere la sua permanenza all'interno dei collegi, faranno di questo momento sicuramente uno dei più difficili descritti all'interno dell'opera. L'autore con la solita freddezza evidenzia come i rapporti con la madre non siano andati migliorando neanche nel trascorrere fianco a fianco una situazione così delicata:
“Non ho mai potuto confidarmi con lei, né chiederle alcun aiuto. […]
La miseria avrebbe dovuto riavvicinarci.”
Traspare, infatti, da queste pagine come le difficoltà economiche inaspriscano ulteriormente il carattere della donna che, costretta a stare a lungo con il figlio, sembra aver trovato un modo per servirsene mandandolo dal padre ad elemosinare un po' di denaro di tanto in tanto; riuscirà anche ad infuriarsi quando Patrick tornerà a casa senza i soldi e sarà in grado di vendere una penna vinta dal figlio in occasione di un premio letterario, intascandosi i duecento franchi ricavati con “gli occhi duri”.
- Patrick Modiano

Patrick, autore-protagonista dell'opera, nasce il 30 luglio 1945 a Boulogne-Billancourt. Trascorre la sua infanzia rimbalzando da una città all'altra, tra vari istituti e le abitazioni di qualche amico dei genitori, facendo sempre capolinea a Parigi, di tanto in tanto. Il suo rapporto con i genitori all'insegna della mancanza, affettiva oltre che fisica, lo portano a una sorta di straniamento da quello che è il suo nucleo famigliare, risultato inevitabile di un comportamento che ha riscontro in più e più occasioni, continue, di seguito una all'altra; basti pensare ai quasi due anni di soggiorno di Patrick, insieme al fratello Rudy, a Biarritz senza i genitori, accuditi dalla custode della casa in cui vivono: il loro battesimo, avvenuto nel 1950 nella medesima città, si svolgerà senza che Alberto e Louisa siano presenti.
Col passare delle pagine ci si accorge di come l'autore riporti i titoli di alcune letture effettuate durante quegli anni: sembra quasi che i libri siano andati a costituire le sue mura di protezione, l'unica consolazione rimasta, un mondo parallelo intoccabile che nessuno può deturpare o anche solo sfiorare con un minimo gesto: in certe occasioni si troverà anche costretto a dover combattere per certi romanzi e opere non consentite ad alcune età e collegi; sarà proprio la sua insistenza e, probabilmente, il legame con la letteratura fin da quel momento molto forte, a fargli ottenere alcuni permessi riservati alla sua sola persona. Modiano nel fare questo elenco – nel quale riporta, tra l'altro, solo quegli scritti ritenuti più influenti – sembra voler trasportare la nostra attenzione sulla sua formazione culturale, avvenuta appunto tramite letture del tutto personali, in contrapposizione ad un indottrinamento molto più formale dettato dalla rigidità del collegio, da cui cercherà sempre di liberarsi attraverso fughe e comportamenti non adeguati, forse anche in quanto proiezioni di quella assenza, perenne, della propria famiglia.

## Stile
Lo stile dell'autore si contraddistingue per l'utilizzo di un periodo relativamente breve, che garantisce una fluidità nell'esposizione e conferisce ancora maggiormente la percezione di trovarsi di fronte ad un elenco che ha come argomento il resoconto dei ricordi e degli eventi più importanti del periodo di vita preso in analisi.

## Edizioni
- Patrick Modiano, Un pedigree, Torino, Giulio Einaudi, 2006, ISBN 978-88-06-22601-5.